# جون نوكس بلير
جون نوكس بلير هو سياسي كندي، ولد في 19 نوفمبر 1875 في كاليدون في كندا، وتوفي في 11 نوفمبر 1950. حزبياً، نشط في الحزب الليبرالي الكندي. وقد انتخب عضو مجلس العموم الكندي.